# Scott Waugh
Scott Waugh (nacido el 22 de agosto de 1970) es un productor de cine, editor, director y ex doble de acción estadounidense. Ganó el premio "10 Directors to Watch" en el Festival Internacional de Cine de Palm Springs de 2012.
Es el hermano menor de Ric Roman Waugh.

## Filmografía
| Año  | Título                           | Director | Productor | Editor |
| ---- | -------------------------------- | -------- | --------- | ------ |
| 2007 | Navy SWCC                        | Sí       | Sí        | Sí     |
| 2012 | Act of Valor                     | Sí       | Sí        | Sí     |
| 2014 | Need for Speed                   | Sí       | Ejecutivo | Sí     |
| 2017 | 6 Below: Miracle on the Mountain | Sí       | Sí        | Sí     |
| 2023 | Hidden Strike                    | Sí       | No        | No     |
| 2023 | Expend4bles                      | Sí       | No        | No     |